# Schlagers på väg
Schlagers på väg är ett studioalbum från 2014 av Wizex.

## Låtlista
1. I folkparkens tjänst
2. Alla har glömt
3. Så här börjar kärlek
4. Sol och vår
5. Solen lyser även på liten stuga
6. Swing it magistern
7. April, april
8. Jag ska sjunga för dig
9. Om tårar vore guld
10. På söndag (med Ronja Lindberg)
11. Jag måste ge mig av
12. Kvällens sista dans
13. Siwan-medley

## Listplaceringar
| Lista (2014) | Topplacering |
| ------------ | ------------ |
| Sverige      | 32           |

### Fotnoter
1. ↑  ”Schlagers på väg”. Ginza musik. 26 februari 2014. Arkiverad från originalet den 20 oktober 2014. https://web.archive.org/web/20141020015416/http://www.ginza.se/product/wizex/schlagers-pa-vag-2014/445649/. Läst 31 oktober 2014.
2. ↑  ”Schlagers på väg”. Swedishcharts. 26 februari 2014. http://swedishcharts.com/showitem.asp?interpret=Wizex&titel=Schlagers+p%E5+v%E4g&cat=a. Läst 31 oktober 2014.